# Synagoge Wittlich

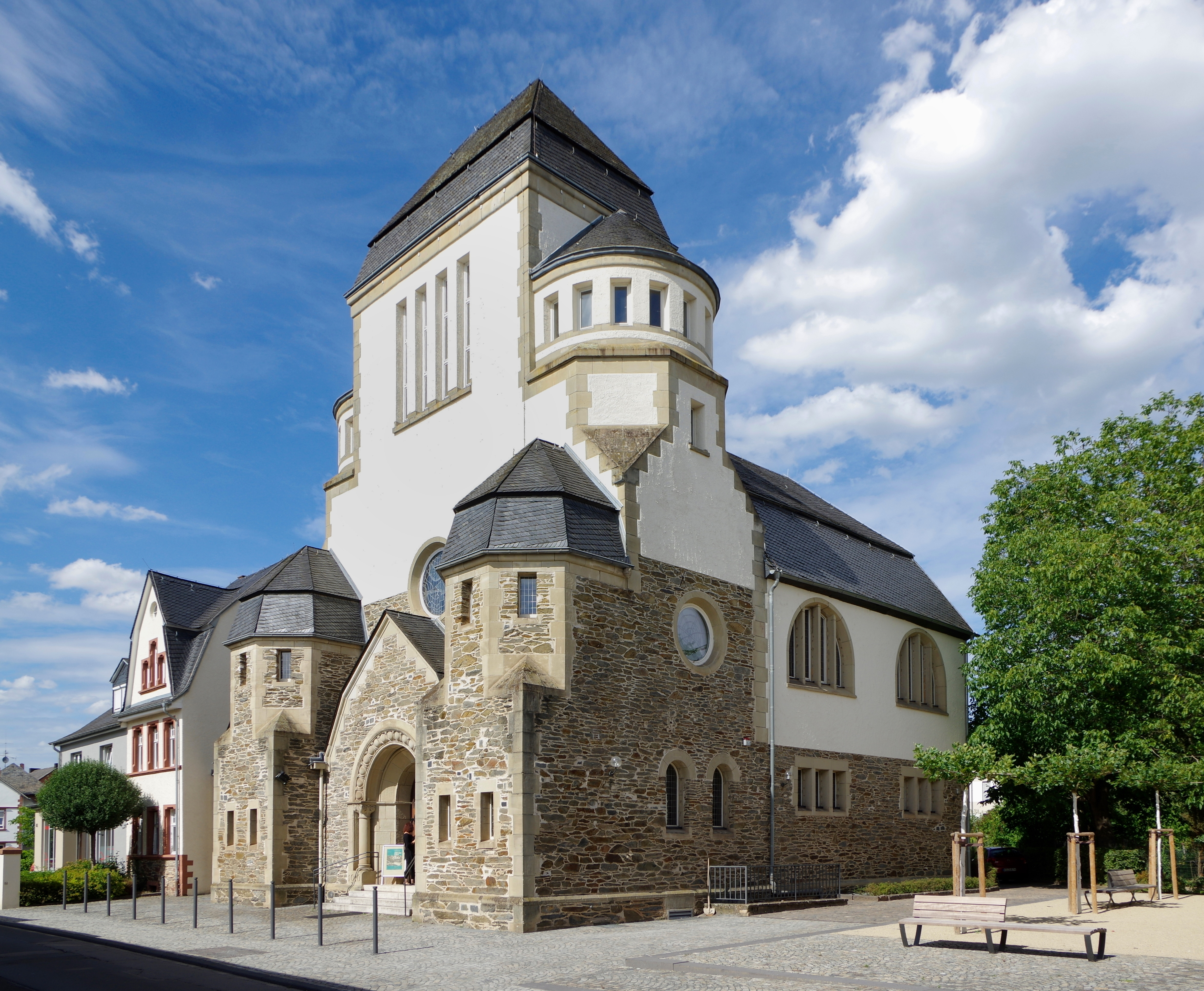
Ehemalige Synagoge in der Himmeroder Straße in Wittlich

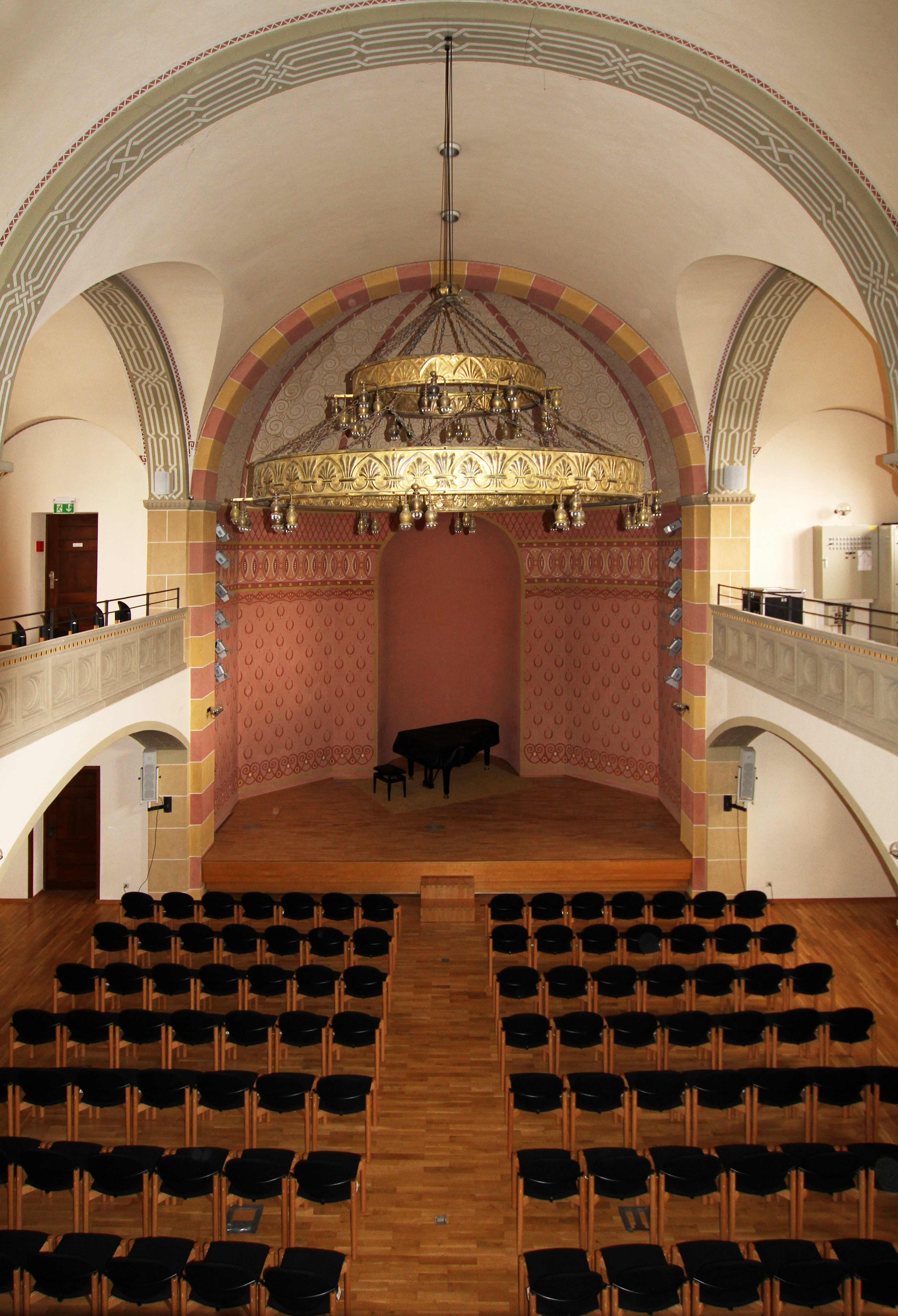
Innenansicht

Die Synagoge in Wittlich wurde 1909/10 erbaut. Sie befindet sich in der Himmeroder Straße 44.

## Geschichte
Die jüdische Gemeinde Wittlich nutzte zuvor eine kleinere Synagoge in der Himmeroder Straße 8, die baufällig geworden war. Deshalb wurde nach den Plänen des Kreisbaumeisters Johannes Vienken eine neue Synagoge in derselben Straße erbaut, die am 25. und 26. November 1910 vom Oberrabbiner Jakob Baßfreund aus Trier feierlich eingeweiht wurde.

## Zeit des Nationalsozialismus
Während des Pogroms am 10. November 1938 wurde die Inneneinrichtung der Synagoge von SA-Männern und anderen Personen verwüstet. 1939 kaufte die Stadt Wittlich das Gebäude, das während des Zweiten Weltkriegs als Kriegsgefangenenlager diente. Die rund 250 Wittlicher Juden wurden aus der Stadt vertrieben, die letzte Deportation fand 1942 statt. Ein Drittel der Mitglieder der Jüdischen Gemeinde wurde in Konzentrationslagern ermordet. Nach dem Krieg kehrte keiner der Überlebenden zurück, womit die Synagoge ihre Funktion verloren hatte.

## Architektur
Die wuchtig wirkende Synagoge präsentiert sich heute in ihrem Äußeren fast genau so wie im Einweihungsjahr 1910. Im Innern besteht sie aus einem rechtwinkliger Betsaal für die Männer mit schmalem nach Osten gerichtetem Thoraschrein und mit Emporen für die Frauen auf drei Seiten. Es wurden zeittypische Jugendstilelemente mit neoromanischen Anklängen verbunden. Die Ornament-Malereien im Halbrund des Ostraums, wo sich auf erhöhtem Fundament vor der Tora-Nische auch der Almemor mit dem Ewigen Licht befand, sind reiner Jugendstildekor. Diese Malereien wurden anhand der erhalten gebliebenen Entwürfe und der verblassten Reste restauriert, ebenso wie die Schmuckbänder an den übrigen Bauteilen im Innern. Der ehemalige Toraschrein wurde als Gedenkstätte vor dem Gebäude aufgestellt.

## Gedenken
Auf einer Gedenktafel in der einstigen Thora-Nische stehen auf Hebräisch die Worte: Denke, Gott, der Seelen der Gerechten der Gemeinde Wittlich, die ihr Leben opferten für die Heiligkeit Gottes und auf Deutsch: Die Wittlicher Synagoge, errichtet im Jahre 1910, war das geistige Zentrum einer blühenden jüdischen Gemeinde. Den Opfern nationalsozialistischer Verfolgung aus Wittlich 1933 bis 1945 zum Gedenken. Den Lebenden zur Mahnung.

## Heutige Nutzung
Nach 1975 restaurierte die Stadt Wittlich die ehemalige Synagoge und heute befindet sich darin eine Kultur- und Tagungsstätte mit der Dauerausstellung Jüdisches Leben in Wittlich.